# Zandstraat 5 (Moergestel)
Zandstraat 5 is een kleine, Noord-Brabantse boerderij bij Moergestel. Het is sinds 1984 een rijksmonument en is in 1990 vanwege de gave staat, ook qua binnenruimtes en omgeving, opgenomen in de Top 100 van de Rijksdienst voor de Monumentenzorg.

## Beschrijving
Het vroeg-19e-eeuwse bouwwerk is een keuterboerderijtje van het Brabantse langgeveltype. Het heeft één bouwlaag met een zolder. Het oorspronkelijke rieten wolfsdak is vervangen door een pannengedekt zadeldak. Het woongedeelte heeft gepleisterde stenen buitenmuren. Hieraan grenst een houten schuurgedeelte. In het interieur zijn diverse authentieke elementen aanwezig die zelden samen bewaard zijn gebleven, zoals een dennennaaldoven met rijskamertje, een schouw en bedsteden. De beschrijving in de Top 100 stelt:
Door het materiaalgebruik, de sinds de bouw nagenoeg intact gebleven ruimte-indeling en de verdere algehele ruimtelijke gaafheid (ligging) geeft deze keuterboerderij een volkomen indruk van een vroeg 19de-eeuwse agrarische vestiging, die juist door de bescheiden onopvallendheid kan worden betiteld als object van bijzondere cultuurhistorische waarde.

## Ligging
Het boerderijtje ligt aan de noordkant van de Zandstraat, op 1½ kilometer ten noordoosten van de Moergestelse woonbebouwing en op 2½ kilometer ten zuidoosten van Oisterwijk. Drie kilometer naar het zuiden loopt de A58. Aan de oostkant gaat het bosgebied over in een bedrijvenstrook langs de Oirschotsebaan.
Aan de westkant van het pand ligt een klein agrarisch perceel dat met bomen omzoomd is. Aan de oostkant kruist de Rosep de Zandstraat, die langs de zuidkant van het Oisterwijkse Bossen- en Vennengebied loopt. Het boerderijtje is gebouwd in de periode dat men dit toenmalige heidegebied begon te bebossen. Tussen het huis en de Rosep loopt het fietspad De Camp noordwaarts het natuurgebied in, richting Boshuis Venkraai en Oisterwijk.
De omgeving is waterrijk. Ten noorden en westen van de boerderij liggen binnen een kilometer diverse vennen, waaronder het Groot Kolkven, het Brandven, het Diaconieven en het Lammerven. Ten zuiden van de Zandstraat ligt nog het Allemansven. Ten westen van de Rosep doorkruist ook de Reusel het gebied.

Ten zuiden van het pand ligt het Moergestels Broek, een overwegend agrarisch gebied met verspreide bebouwing en vanaf de 21e eeuw toenemende lintbebouwing aan de zuidkant van de Zandstraat. Dichter bij de A58 is dit broek in beheer van Natuurmonumenten. 

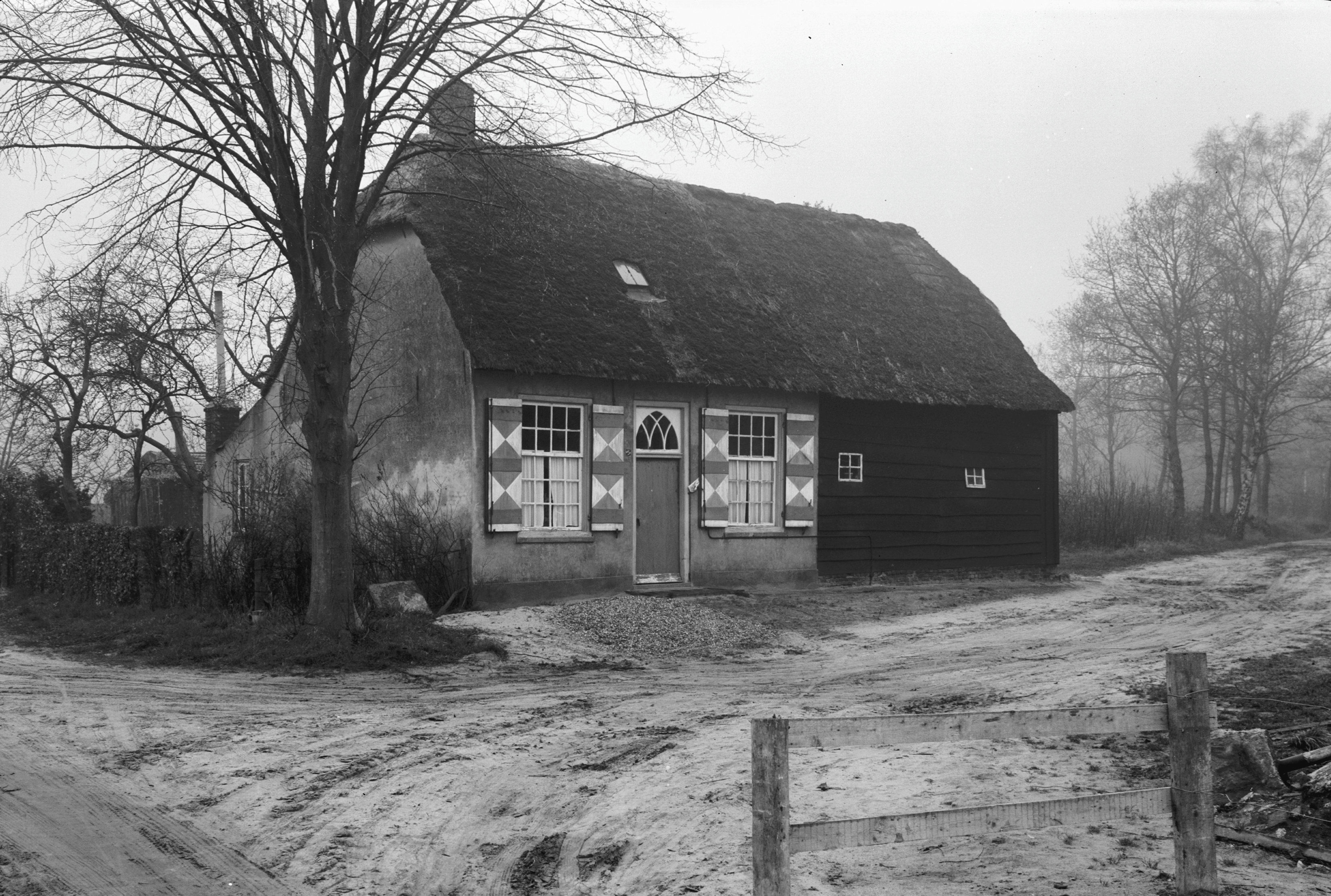
Voorgevel, 1963
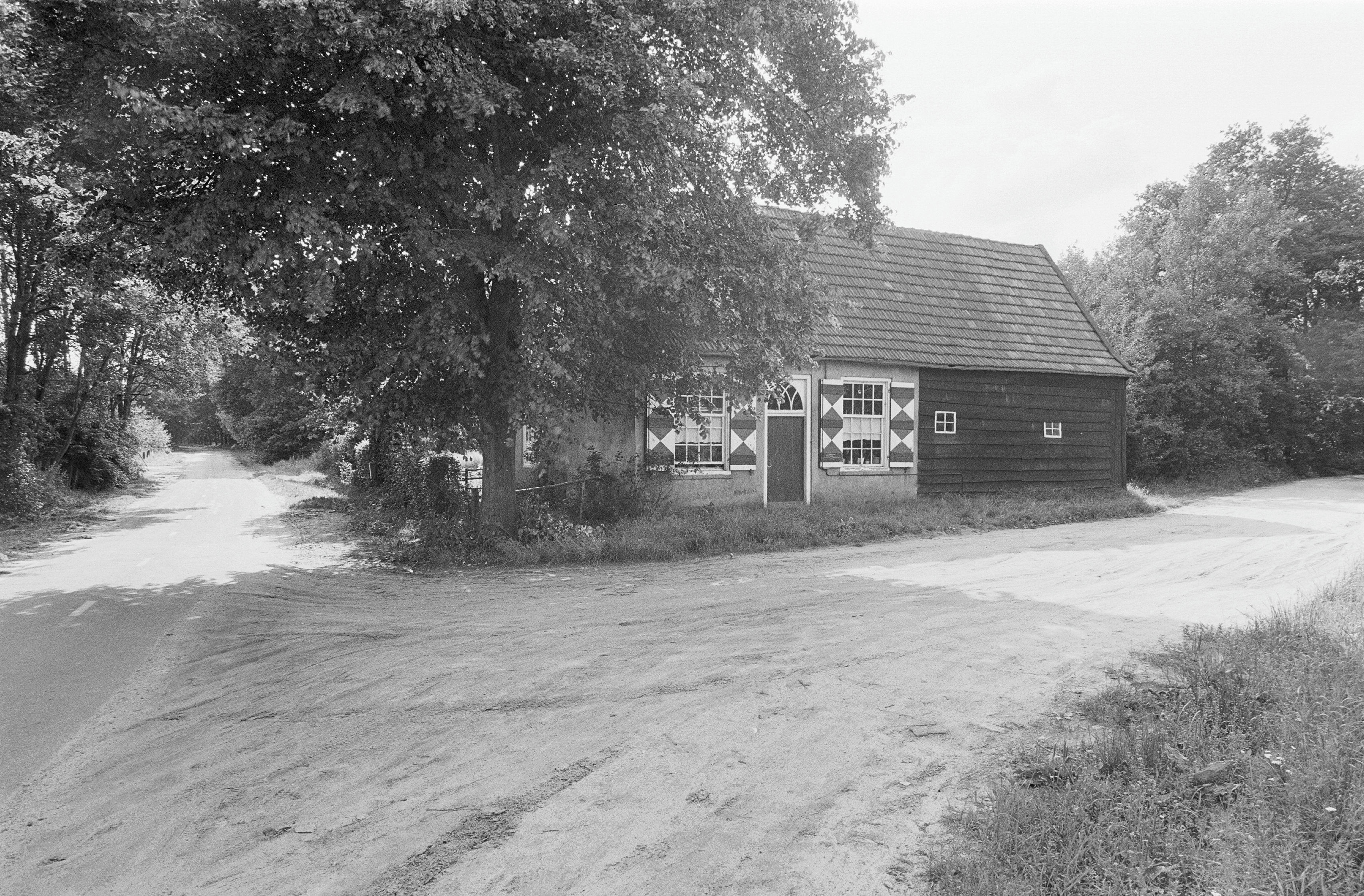
Voorgevel, 1980
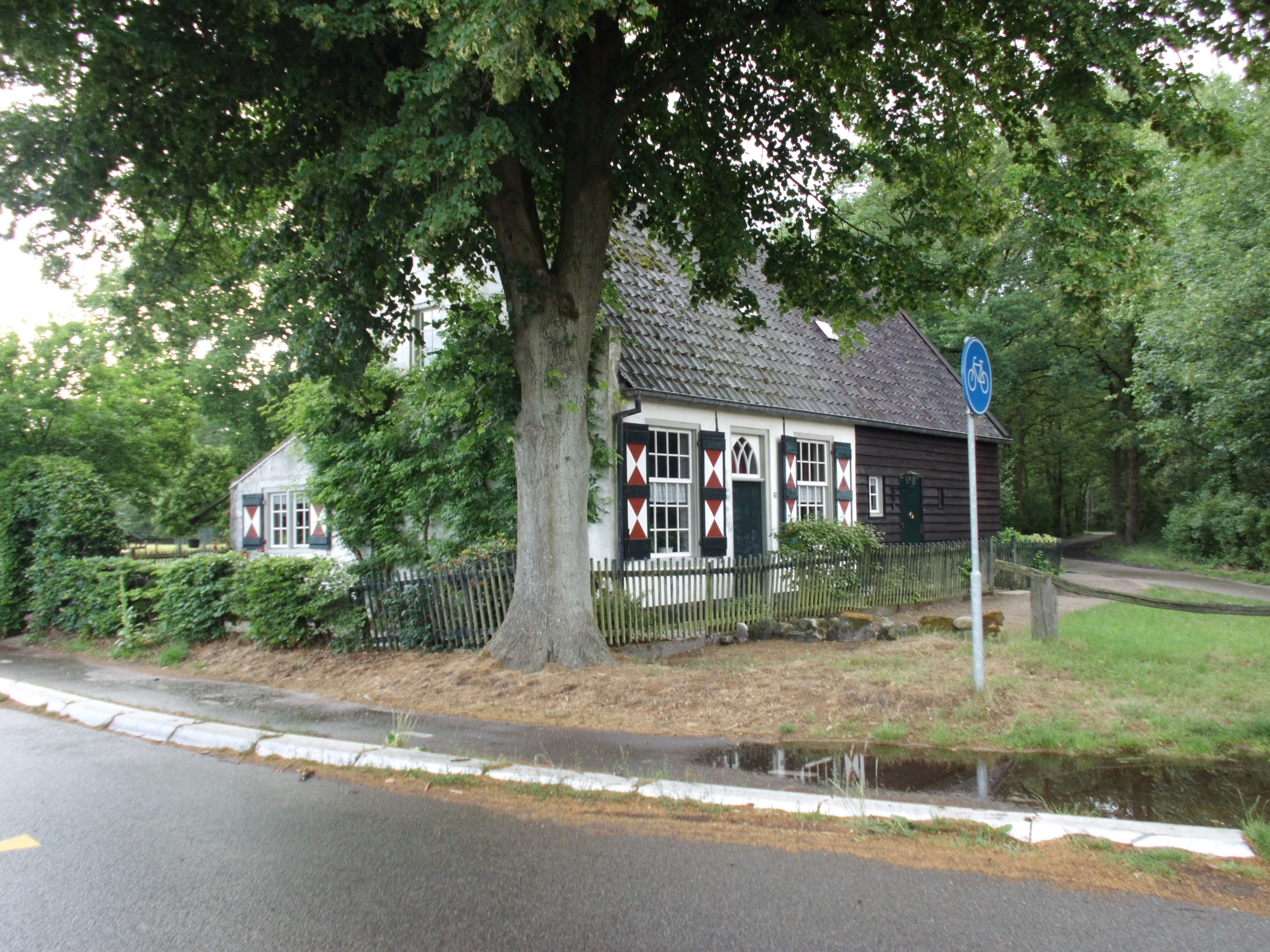
Voorgevel, 2011
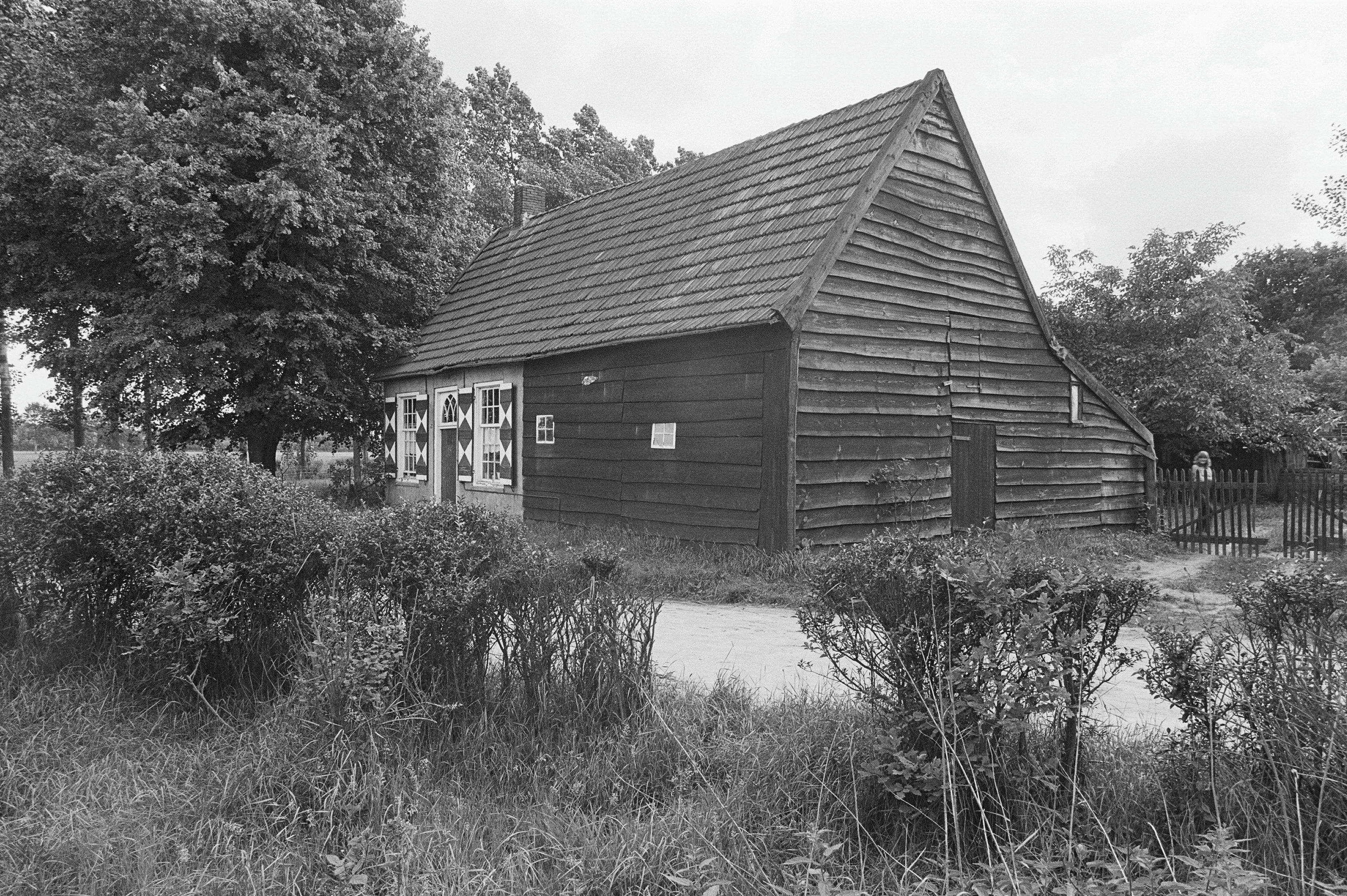
Voor- en rechter zijgevel, 1980
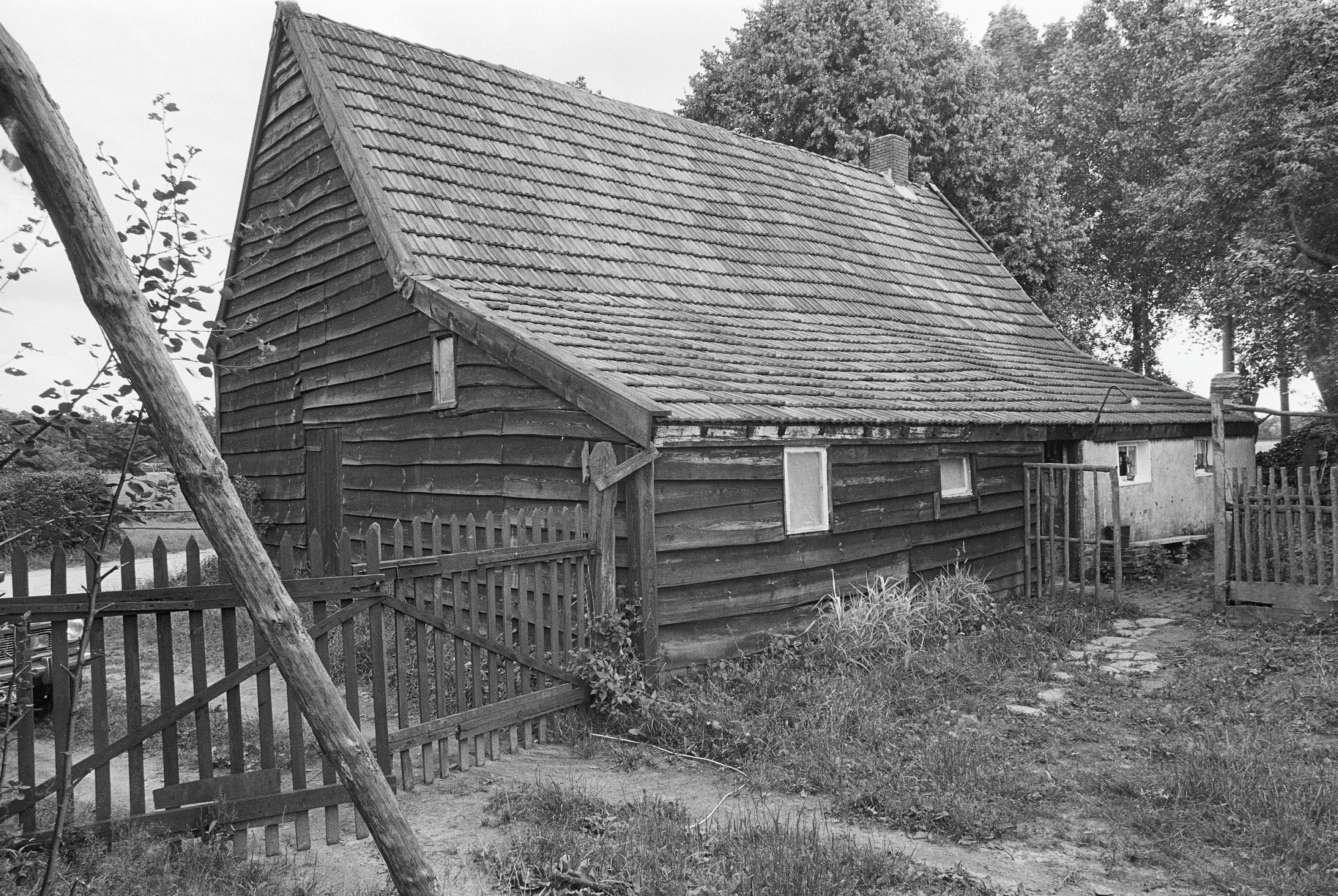
Rechter zij- en achtergevel, 1980